# Perl (Saarland)
Perl è un comune tedesco di 8 872 abitanti, situato nel land della Saarland.
Si trova nella parte occidentale dello Stato, vicino alle rive della Saar, un affluente della Mosella, e al confine con la Francia e il Lussemburgo.

## Economia
Perl è caratterizzata da circa un terzo della sua popolazione costituita da stranieri, per lo più lussemburghesi, ma non esclusivamente lussemburghesi, che si sono stabiliti a Perl perché il costo degli alloggi è molto inferiore a quello del Lussemburgo. Questa popolazione straniera lavora quasi esclusivamente in Lussemburgo, dove i salari sono già molto più alti che in Germania.
La maggior parte della popolazione tedesca autoctona vive soprattutto di turismo, produzione di vino della Mosella e agricoltura. Recentemente, tuttavia, a causa degli alti salari pagati in Lussemburgo, la percentuale di popolazione di origine tedesca che lavora in Lussemburgo è aumentata.

## Luoghi di interesse
- Mosaico romano

Il mosaico romano di Nennig è il secondo mosaico più grande a nord delle Alpi, con una superficie di 160 m². È stato ricostruito nel 1874 e restaurato nel 1960. Il mosaico ha una superficie decorata ornamentale di 15,65 m × 10,30 m, un gioiello che supera tutti i mosaici rinvenuti nella regione della Mosella in palazzi e dimore romane.
- Villa romana di Borg

La Villa romana Borg è stata ricostruita fedelmente con atri, bagni pubblici, giardini e taverna romana ed espone anche reperti archeologici. Per cucinare vengono utilizzate le ricette originali del gastronomo romano Apicio.
- Palazzo von Nell e parco von Nell

Nel 1733 l'inquilino ereditario del Capitolo della Cattedrale di Treviri costruì una casa signorile (palazzo), che in seguito passò in possesso di una famiglia di Nell. Il palazzo residenziale è un edificio a nove assi, a due piani, con una lunghezza frontale di 24,30 m e un tetto a cordolo alto. Di fronte al palazzo si trova un portale del giardino con una scala esterna a doppia canna che conduce al "Parco di Nell", trasformato in un giardino barocco nell'ambito del progetto "Gärten ohne Grenzen".